# Banning (Californië)
Banning is een plaats (city) in de Amerikaanse staat Californië, en valt bestuurlijk gezien onder Riverside County.

## Demografie
Bij de volkstelling in 2000 werd het aantal inwoners vastgesteld op 23.562.
In 2006 is het aantal inwoners door het United States Census Bureau geschat op 29.266, een stijging van 5704 (24,2%).

## Geografie
Volgens het United States Census Bureau beslaat de plaats een oppervlakte van
59,7 km², geheel bestaande uit land.

## Plaatsen in de nabije omgeving
De onderstaande figuur toont nabijgelegen plaatsen in een straal van 24 km rond Banning.